# Willem Aantjes

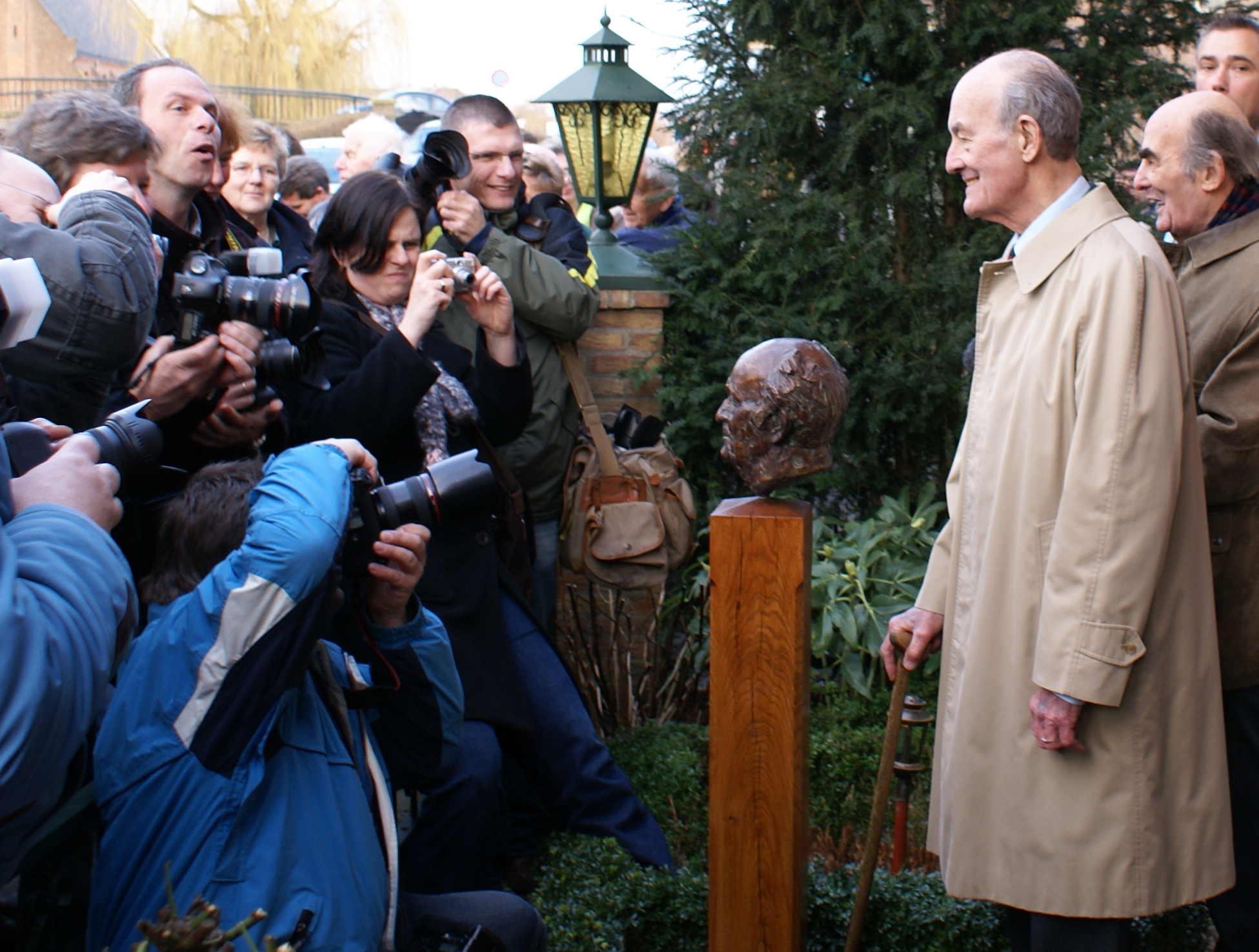
Willem Aantjes 2008.

Willem "Wim" Aantjes, född 16 januari 1923 i Bleskensgraaf, död 22 oktober 2015 i Utrecht, var en nederländsk politiker och partiledare för ARP och Kristdemokratisk appell. 
Aantjes avgick 1978 på grund av oklarheter kring hans beteende under andra världskriget; det framkom att han hade gått med i nederländska SS 1944.